# Proteopsis
 Proteopsis  Mart. & Zucc. ex Sch.Bip., 1863 è un genere di piante angiosperme dicotiledoni della famiglia delle Asteraceae.

## Etimologia
Il nome scientifico del genere è stato definito per la prima volta dai botanici Carl Friedrich Philipp von Martius (1794-1868), Joseph Gerhard Zuccarini (1797-1848) e Carl Heinrich Schultz (1805-1867) nella pubblicazione " Jahresbericht der Pollichia, eines Naturwissenschaftlichen Vereins der bayerischen Pfalz" ( Jahresber. Pollichia 20/21: 378 ) del 1836.

## Descrizione

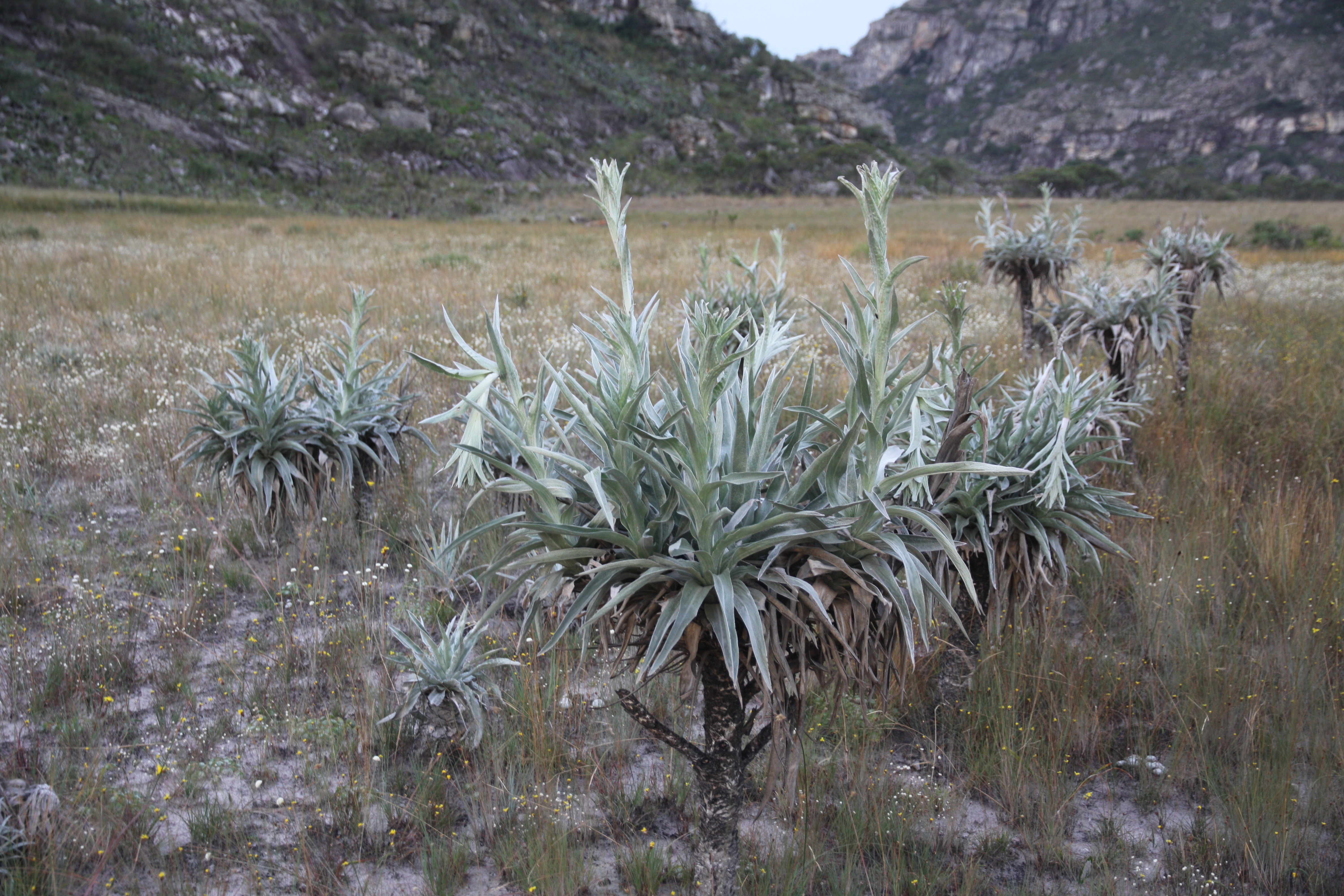
Il portamento
Proteopsis argentea

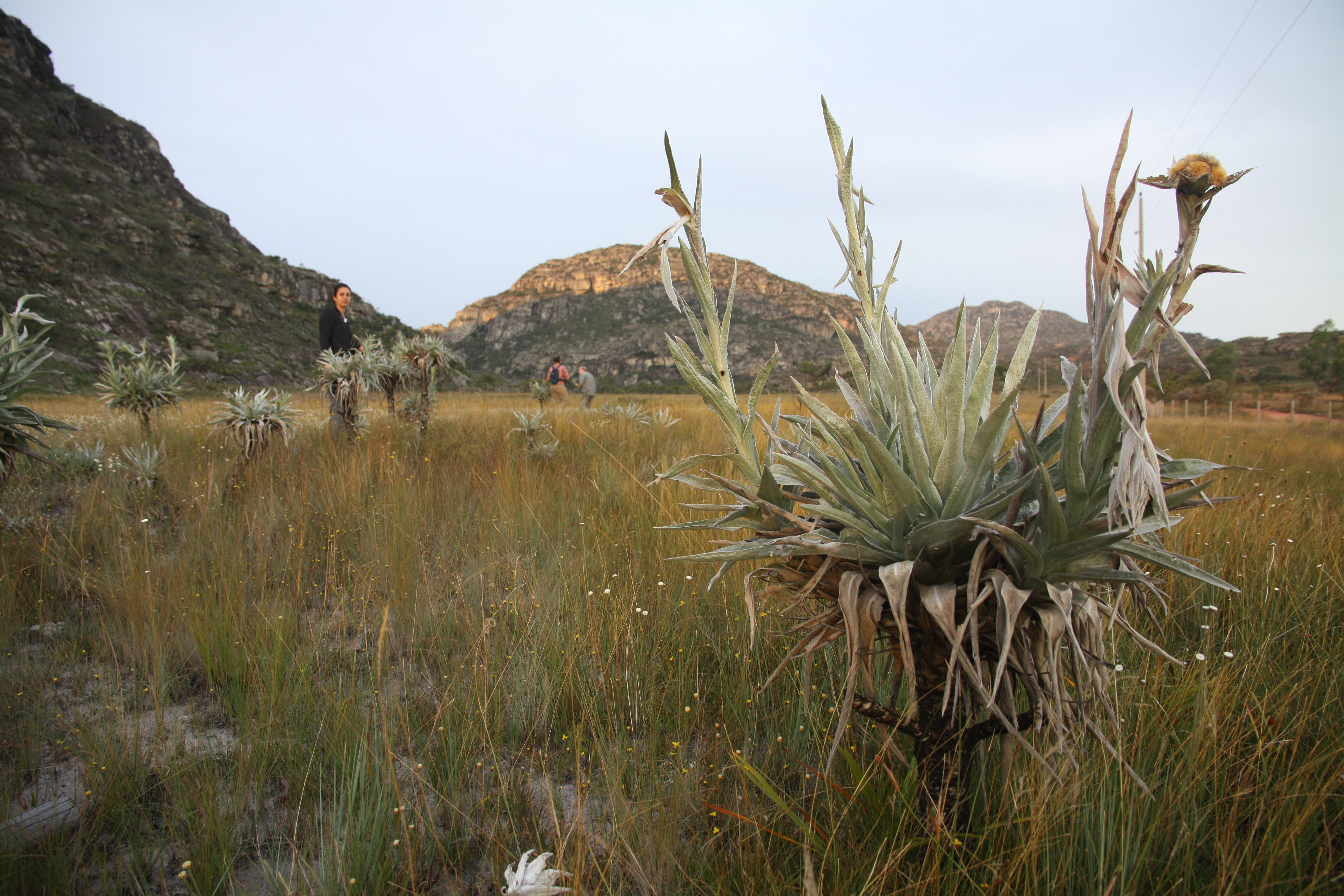
Le foglie
Proteopsis argentea

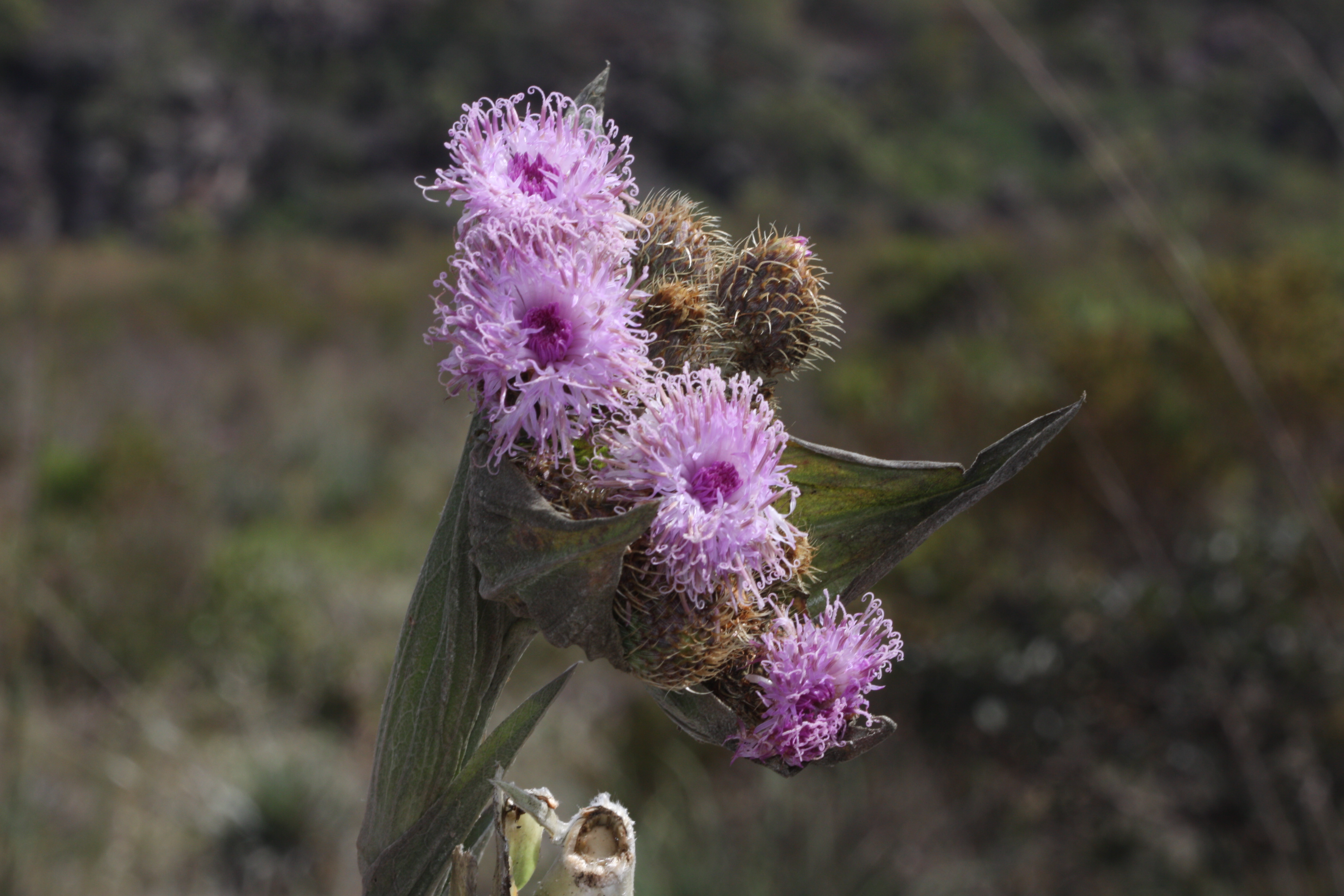
Infiorescenza
Proteopsis argentea

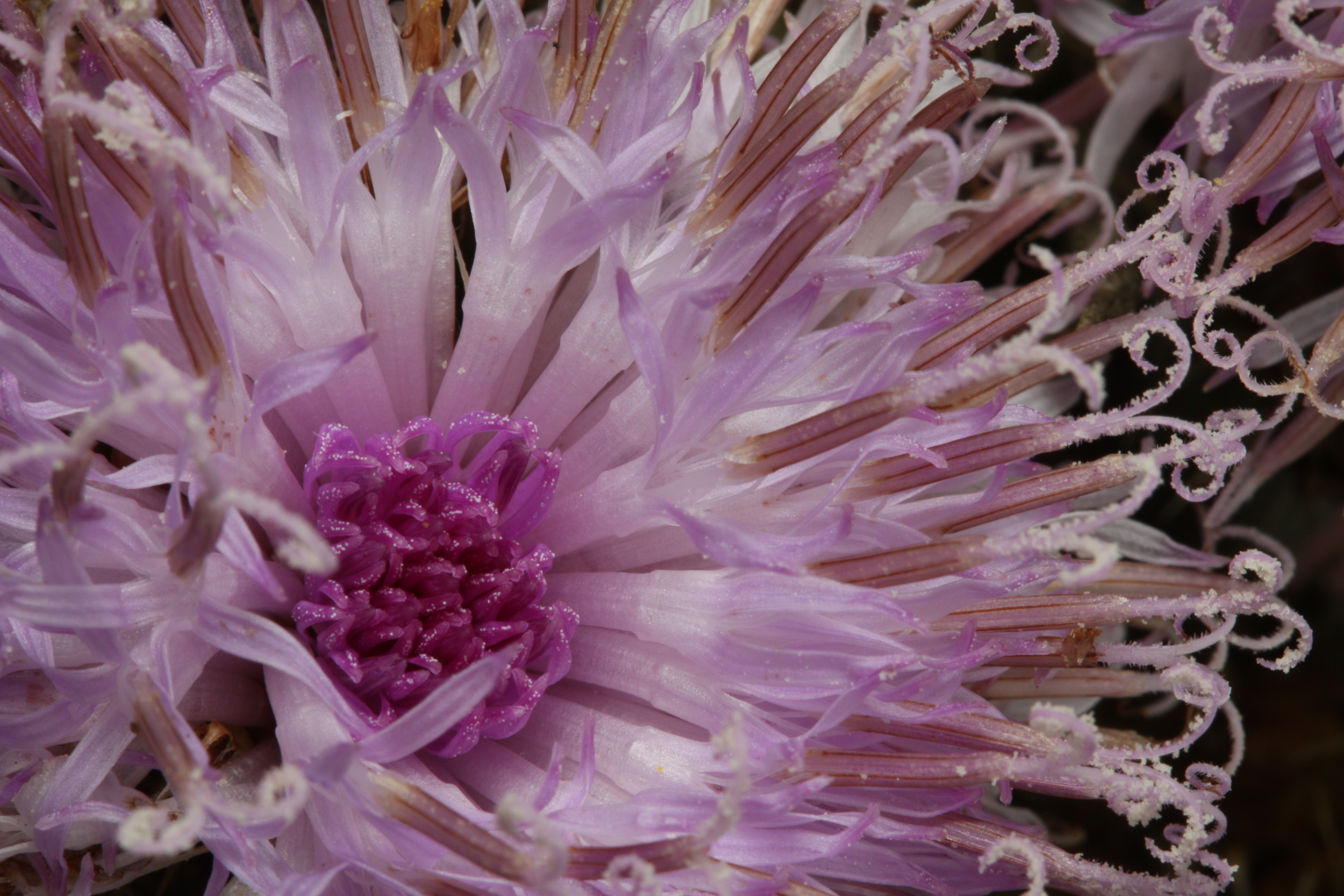
I fiori
Proteopsis argentea

Le specie di questa voce sono delle piante con cicli biologici perenni con grossolani habitus di tipo erbaceo-rosolato. I fusti non sono ramificati. L'indumento è sericeo-argentato per tricomi non ramificati e appressati di tipo ellittico-stellato. Gli organi interni di queste piante contengono lattoni sesquiterpenici.
Le foglie lungo il caule sono disposte in modo alterno o in densi agglomerati rosettiformi strettamente embricati. La dimensione delle foglie diminuisce distalmente. La forma è intera e lungamente lanceolata con apici molto acuti e base amplessicaule inguainata e avvolgente i fusto. I margini sono interi e piatti (non revoluti); la lamina è coriacea. Le venature sono pennate o disposte in modo sublongitudinale.
Le infiorescenze, ascellari e peduncolate, sono formate da densi raggruppamenti di grandi capolini. Le infiorescenze sono avvolte in brattee simili alle foglie. I capolini sono composti da un involucro campanulato formato da circa 60 brattee fortemente embricate su circa 5 - 10 serie che fanno da protezione al ricettacolo sul quale s'inseriscono i fiori tubulosi. Le brattee sono persistenti, glabre e sono fortemente pungenti all'apice. Il ricettacolo è fimbriato.
I fiori, da 80 a 140 per capolino, sono tetra-ciclici (ossia sono presenti 4 verticilli: calice – corolla – androceo – gineceo) e pentameri (ogni verticillo ha in genere 5 elementi). I fiori sono inoltre ermafroditi e actinomorfi (raramente possono essere zigomorfi).
- Formula fiorale:

*/x K {\displaystyle \infty }, [C (5), A (5)], G 2 (infero), achenio
- Calice: i sepali del calice sono ridotti ad una coroncina di squame.
- Corolla: le corolle sono formate da un lungo tubo terminante in 5 lobi; il colore è viola; la superficie può essere sia pubescente che glabra.
- Androceo: gli stami sono 5 con filamenti liberi e distinti, mentre le antere sono saldate in un manicotto (o tubo) circondante lo stilo.[11] Le antere, sagittate e sprovviste di ghiandole, sono speronate ma prive di code; le appendici apicali in genere sono glabre e indurite. Il polline è tricolporato (con tre aperture sia di tipo a fessura che tipo isodiametrica o poro), echinato (con punte) e non "lophato".[12]
- Gineceo: lo stilo è filiforme e privo di nodi. Gli stigmi dello stilo sono due divergenti con la superficie stigmatica posizionata internamente (vicino alla base). La pubescenza è del tipo a spazzola con peli appuntiti.[13] L'ovario è infero uniloculare formato da 2 carpelli.

I frutti sono degli acheni con pappo. Gli acheni, a forma più o meno cilindrica, hanno 10 coste con la superficie glabra. All'interno si può trovare del tessuto di tipo idioblasto e rafidi di tipo subquadrato; raramente è presente il tessuto tipo fitomelanina. Il carpopodium (carpoforo) è poco appariscente. Il pappo, uniseriato o biseriato, è formato da poche decidue scaglie o setole contorte a base allargata.

## Biologia
- Impollinazione: l'impollinazione avviene tramite insetti (impollinazione entomogama tramite farfalle diurne e notturne).
- Riproduzione: la fecondazione avviene fondamentalmente tramite l'impollinazione dei fiori (vedi sopra).
- Dispersione: i semi (gli acheni) cadendo a terra sono successivamente dispersi soprattutto da insetti tipo formiche (disseminazione mirmecoria). In questo tipo di piante avviene anche un altro tipo di dispersione: zoocoria. Infatti gli uncini delle brattee dell'involucro si agganciano ai peli degli animali di passaggio disperdendo così anche su lunghe distanze i semi della pianta.

## Distribuzione e habitat
La distribuzione delle piante di questa voce è relativa al Brasile.

## Tassonomia
La famiglia di appartenenza di questa voce (Asteraceae o Compositae, nomen conservandum) probabilmente originaria del Sud America, è la più numerosa del mondo vegetale, comprende oltre 23.000 specie distribuite su 1.535 generi, oppure 22.750 specie e 1.530 generi secondo altre fonti (una delle checklist più aggiornata elenca fino a 1.679 generi). La famiglia attualmente (2021) è divisa in 16 sottofamiglie.

### Filogenesi
Le specie di questo gruppo appartengono alla sottotribù Lychnophorinae descritta all'interno della tribù Vernonieae Cass. della sottofamiglia Vernonioideae Lindl.. Questa classificazione è stata ottenuta ultimamente con le analisi del DNA delle varie specie del gruppo. Da un punto di vista filogenetico in base alle ultime analisi sul DNA la tribù Vernonieae è risultata divisa in due grandi cladi: Muovo Mondo e Vecchio Mondo. I generi di Lychnophorinae appartengono al clade relativo all'America.
La sottotribù, e quindi i suoi generi, si distingue per i seguenti caratteri:
- le infiorescenze raramente sono spicate (a forma di spiga);
- i capolini in genere sono grandi;
- le corolle sono prive di ghiandole stipitate;
- il polline non è "lophato";
- negli acheni sono sempre presenti i rafidi di tipo subquadrato.

In precedenza la tribù Vernonieae, e quindi la sottotribù (Lychnophorinae) di questo genere, era descritta all'interno della sottofamiglia Cichorioideae. Nell'ambito della tribù, la sottotribù Lychnophorinae occupa, da un punto di vista filogenetico, una posizione vicina al "core" (si è evoluta tardivamente rispetto alle altre sottotribù) ed è vicina alle sottotribù Vernoninae e Chrestinae. Questo genere, nella filogenesi della sottotribù, si trova in una posizione centrale vicino ai generi Chronopappus DC. e Heterocoma DC..
I caratteri distintivi per le specie di questo genere ( Proteopsis) sono:
- l'indumento fogliare è composto di tricomi non ramificati;
- la base delle foglie è avvolgente;
- l'apice delle brattee involucrali è lungamente acuto e pungente;
- i fiori per capolino sono circa 80 - 140;
- le antere sono prive di code;
- le coste degli acheni sono 10.

### Elenco delle specie
Questo genere ha 2 specie:
- Proteopsis argentea Mart. & Zucc. ex Sch.Bip.
- Proteopsis hermogenesii  Loeuille, Semir & Pirani

Le due specie di questo genere si distinguono per i seguenti caratteri:
- P. argentea: la faccia adassiale delle foglie è argenteo-sericea; i solchi degli acheni sono glabri; il pappo è uniseriato.
- P. hermogenesii: la faccia adassiale delle foglie è grigio-vellutata; i solchi degli acheni sono setolosi; il pappo è biseriato.